# Jacob Senleches

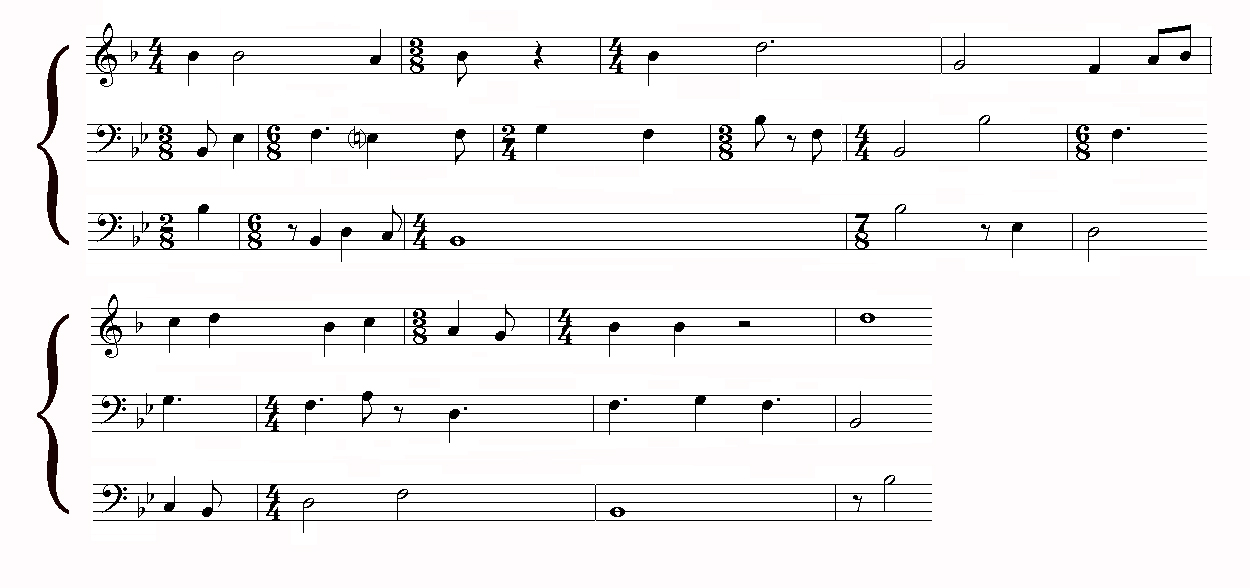
Fragment van Fuions de ci

Jacob Senleches (overl. 1395) (ook bekend als Jacob Senlechos en Jacopinus Selesses) was een Frans-Vlaamse componist en harpist tijdens de late middeleeuwen. Hij componeerde in een stijl die bekendstaat als de ars subtilior. 
Waarschijnlijk is Jacob Senleches geboren in Saint-Luc nabij Évreux of in Senlecques. In 1382 schijnt Senleches aanwezig te zijn geweest aan het hof van Eleonora van Aragón (1358-1382), wellicht in haar dienst. In Fuions de ci betreurt hij de dood van Eleonora en besluit om zijn fortuin "en Aragon, en France ou en Bretaingne" te zoeken.
Nadien werkt hij als harpist in dienst van Pedro de Luna, de latere tegenpaus Benedictus XIII. Er is een document waarin betalingen toegewezen worden aan ene "Jaquemin de Sanleches, juglar de harpe" door het koninklijke huishouden in Navarra gedateerd 21 augustus 1383. De betaling wordt gedaan zodat Jacquemin terug kan keren naar "zijn meester", Pedro de Luna.
Een smeekbede aan Benedictus XIII in 1395 vermeldt dat Jacob de Selesses verzoekt om dominee te mogen worden van een parochie in het oude bisdom Kamerijk.
Ondanks het geringe aantal composities dat bekend is, wordt Jacob Senleches gezien als een van de centrale persoonlijkheden van Ars subtilior. Hij ontwikkelde vele vernieuwingen, zowel ritmisch als op het gebied van notatie.
Zijn teksten gaan voornamelijk over hemzelf en zijn carrière.

## Werken
Ballades:
- En attendant esperance
- Fuions de ci
- Je me merveil/ J'ay pluseurs fois

Virelai:
- En ce gracieux tamps
- La harpe de melodie
- Tel me voit

## Media
- Ballade Fuions de ci (.ogg)ⓘ
- Ballade Fuions de ci (.mid)ⓘ

## Transcripties
- Corpus Mensurabilis Musicae Vol. 53 - French Secular Compositions I, Ascribed Compositions (1970)
- French Secular Music. Manuscript Chantilly, Musée Condé 564, First Part, edited by Gordon K. Greene, Monaco: Editions de L'Oiseau-Lyre, 1981. Polyphonic Music of the Fourteenth Century XVIII.
- French Secular Music. Virelais, edited by Gordon K. Greene, Monaco: Editions de L'Oiseau-Lyre, 1987. Polyphonic Music of the Fourteenth Century XXI.